# Formelsammlung

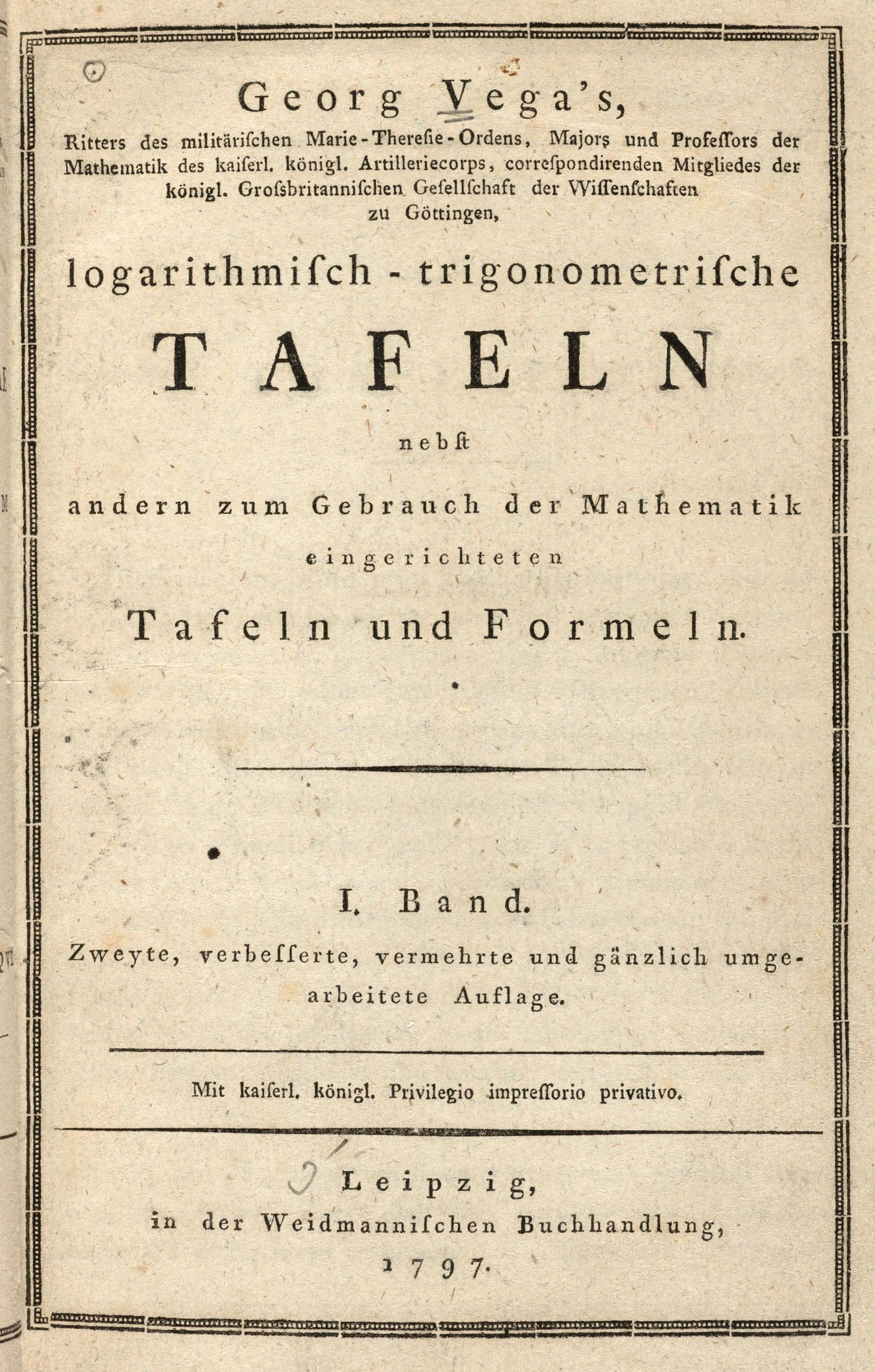
Titelblatt eines Tafelwerkes mit Formelsammlung von Georg von Vega (1797)

Eine Formelsammlung ist ein Nachschlagewerk, das fachgebietsbezogen meist naturwissenschaftliche oder mathematische Formeln enthält. Es werden in Formelsammlungen in der Regel keine näheren Erklärungen bzw. Beweise dargestellt. In Form eines Buchs oder einer Broschüre dient die Formelsammlung unter anderem als (zugelassenes) Hilfsmittel in Prüfungen oder als Lernmittel im Unterricht.
Es existieren auch frühmittelalterliche Formelsammlungen (lat. formularium) oder Sammlungen von Rechenregeln wie der Liber abaci, verfasst von Leonardo Fibonacci, der als bedeutendster Mathematiker des Mittelalters gilt.

## Urkunden
Im Sprachgebrauch der frühmittelalterlichen Kanonistik und der päpstlichen Kurie sowie der zeitgenössischen Rechtspraxis versteht man unter „Formel“ (lat. forma) einen für gleichartige Fälle im Wortlaut festgelegten Urkundentext, in den nur noch Namen, Datierung und Ortsangaben eingesetzt werden müssen. Auch Mustertexte (lat. formula) für Briefe und Urkunden fallen darunter.
Als vorbildlich empfundene Formeln wurden für den Gebrauch in der Kanzlei gesammelt und – geordnet oder ungeordnet – zusammengefasst: In diesem Fall spricht man von einer „Formelsammlung“ (lat. formularium).